# Le Heaulme
Le Heaulme är en kommun i departementet Val-d'Oise i regionen Île-de-France i norra Frankrike. Kommunen ligger i kantonen Marines som tillhör arrondissementet Pontoise. År 2022 hade Le Heaulme 206 invånare.

## Befolkningsutveckling
Antalet invånare i kommunen Le Heaulme
| Referens: INSEE |